# Bellevigne
Bellevigne község Franciaország Új-Aquitania régiójában, Charente megyében. Új községként 2017. január 1-jén jött létre öt korábbi község: Malaville, Éraville, Nonaville, Touzac és Viville egyesítésével. Lakosainak száma 1274 fő (2022. január 1.).

## Népesség
| Lakosok száma | 1353 | 1329 | 1313 | 1298 | 1282 | 1278 | 1274 |
|               | 2015 | 2017 | 2018 | 2019 | 2020 | 2021 | 2022 |